# 안중중학교
안중중학교(安仲中學校)는 대한민국 경기도 평택시 안중읍 현화리에 있는 사립 중학교이다.

## 학교 연혁
- 1953년 2월 2일 : 재단법인 안중학원 인가 (이사장 박재필)
- 1953년 5월 6일 : 안중중학교 설립인가
- 1953년 7월 7일 : 안중중학교 개교 (인가학급 6학급)
- 1963년 10월 3일 : 재단법인 안중학원 인수 (이사장 이명현)
- 1964년 4월 6일 : 학교법인 조직변경 인가
- 1967년 9월 8일 : 학칙변경인가 (인가학급 15학급)
- 1978년 12월 10일 : 명재당 준공
- 1994년 6월 8일 : 수정관 준공(156평)
- 2003년 4월 1일 : 본관 준공
- 2010년 2월 23일 : 학교법인 이사장 이정순 취임
- 2023년 2월 9일 : 제70회 졸업(졸업생수 78명) 총 졸업생수 12,878명
- 2023년 3월 1일 : 제15대 교장 한만종 취임

## 참고 자료
- 안중중학교 - 한국교육학술정보원 학교알리미